# Voyage, Voyage
Singles de Desireless
John
(1988)
Pistes de François
Qui peut savoir Star
Voyage, Voyage est une chanson de la chanteuse Desireless et sortie en 1986 en tant que premier single de son premier album François.

## Paroles et composition
Cette chanson écrite par Jean-Michel Rivat et Dominique Dubois était à l'origine destinée à Michel Delpech (les compositeurs Jean-Michel Rivat et Frank Thomas ont écrit également de nombreuses chansons pour Michel Delpech dans les années 1970). Mais Michel Delpech, pourtant en pleine traversée du désert, la refuse. Jean-Michel Rivat propose alors le titre à Desireless, qui à l'époque était chanteuse du groupe Air 89 sous son vrai prénom de Claudie.
Les paroles de la chanson, à double sens, parlent des voyages en termes de kilomètres, mais aussi des voyages initiatiques, intérieurs. La chanson est dédiée à Gopala I.
Le pseudonyme même de la chanteuse « Desireless », trouvé par Jean-Michel Rivat, signifie en anglais « sans désir », que la chanteuse explique comme étant, en ce qui la concerne, une façon d'observer le monde avec détachement.

## Accueil commercial
Titre emblématique des années 1980, Voyage, Voyage est devenu rapidement un très grand succès en France, puis en Europe et dans le monde. Il est certifié disque d'or en France en 1987 pour plus de 500 000 exemplaires vendus.
Tube international, ce titre est encore très souvent présent sur les compilations des succès des années 1980.

## Clip vidéo
Le clip vidéo de la chanson présente la chanteuse Desireless qui entre par un long couloir dans une grande salle (d'un château, peut-être un institut médical ?) pleine de gens, assis à des tables ou se livrant à diverses activités : il y a un jeune couple qui s'embrasse, un groupe de dames qui jouent aux cartes, deux hommes qui dansent ensemble au son de la chanson, une femme qui mange, un homme qui lit le journal, un infirmier psychiatrique, une femme en chemise de nuit, etc., tandis qu'une mappemonde gonflable roule çà et là sur le sol et qu'un écran, allumé au début de la vidéo par Desireless elle-même, montre des images diapositives de voyage de divers endroits, et que Desireless chante et danse dans la salle au milieu des personnes.
Ce clip vidéo, réalisé par la photographe Bettina Rheims, a été présenté en décembre 1986. L'acteur américain David Caruso, alors âgé de 30 ans et peu connu, y fait une apparition parmi les figurants.

## Formats
| A. | Voyage, Voyage                         | 4:12 |
| B. | Destin fragile (version instrumentale) | 3:31 |

| 1. | Voyage, Voyage (Extended Remix) | 6:45 |
| 2. | Voyage, Voyage                  | 4:12 |

| 1. | Voyage, Voyage (Britmix)      | 7:06 |
| 2. | Voyage, Voyage (Euro Remix)   | 6:12 |
| 3. | Destin fragile (Instrumental) | 4:13 |

## Crédits
- Prise de son : Gilbert Courtois, Antoine Cambourakis (studio d'Aguesseau)
- Mixage : Dominique Blanc-Francard (studio Marcadet)
- Chœurs : C. Fritsch-Mentrop & Daniel Glikmans
- Sampleur : Synthétiseur PPG /Dominique Dubois

## Classements et certifications
| Classement (1986-87)                   | Meilleure position |
| -------------------------------------- | ------------------ |
| Allemagne de l'Ouest (Media Control)   | 1                  |
| Autriche (Ö3 Austria Top 40)           | 1                  |
| Belgique (Flandre Ultratop 50 Singles) | 19                 |
| Espagne (AFYVE)                        | 1                  |
| Europe (Eurochart Hot 100 Singles)     | 20                 |
| Finlande (Suomen virallinen lista)     | 11                 |
| France (SNEP)                          | 2                  |
| Irlande (IRMA)                         | 4                  |
| Israël (IBA)                           | 2                  |
| Italie (Musica e dischi)               | 21                 |
| Norvège (VG-lista)                     | 1                  |
| Pays-Bas (Nederlandse Top 40)          | 11                 |
| Pays-Bas (Single Top 100)              | 9                  |
| Portugal (UNEVA)                       | 3                  |
| Québec (Palmarès francophone)          | 3                  |
| Royaume-Uni (UK Singles Chart)         | 53                 |
| Suisse (Schweizer Hitparade)           | 4                  |
| Suède (Sverigetopplistan)              | 11                 |

| Classement (1988)                  | Meilleure position |
| ---------------------------------- | ------------------ |
| Europe (Eurochart Hot 100 Singles) | 17                 |
| Irlande (IRMA)                     | 4                  |
| Royaume-Uni (UK Singles Chart)     | 5                  |

| Classement (1986) | Position |
| ----------------- | -------- |
| France (SNEP)     | 6        |

| Classement (1987)                    | Position |
| ------------------------------------ | -------- |
| Allemagne de l'Ouest (Media Control) | 1        |
| Autriche (Ö3 Austria Top 40)         | 7        |
| Espagne (SER)                        | 1        |
| Europe (Eurochart Hot 100 Singles)   | 6        |
| Pays-Bas (Single Top 100)            | 85       |
| Suisse (Schweizer Hitparade)         | 1        |

### Certifications
| Pays                        | Certification | Date | Ventes certifiées |
| --------------------------- | ------------- | ---- | ----------------- |
| Allemagne de l'Ouest (BVMI) | Or            | 1987 | 250 000           |
| Espagne (PROMUSICAE)        | 2 × Platine   | 1987 | 100 000           |
| France (SNEP)               | Or            | 1986 | 500 000           |
| Israël                      | Or            | 1987 | 20 000            |

## Reprises
- Le chanteur-parodiste soviétique Sergeï Minaiev a adapté cette chanson en russe en 1990.
- Le boys band mexicain Magneto sort une version en castillan, appelée Vuela, vuela, d'abord en single en juillet 1991, puis sur leur album Vuela, vuela en septembre de la même année.
- La chanteuse française Dalida interprète cette chanson lors d'un concert privé près d'Argelès-Gazost[40].
- En 1993, par le duo féminin Wink dans une version japonaise intitulée Eien no Lady Doll.
- En 2001, par le groupe Gregorian sur l'album Masters of Chant Chapter II
- En 2007, par la chanteuse belge Kate Ryan. Sa reprise s'est classée no 2 en Belgique, no 7 en Espagne, no 11 aux Pays-Bas.
- En 2009, par le duo anglais Bananarama en face B du 45 tours Love Comes.
- En 2009, par The Lost Fingers sur l'album Rendez-vous rose.
- En 2012, par Soap&Skin sur l'album Narrow.
- En 2013, par le Québécois Alexandre Poulin dans son album Le Mouvement des marées.
- En 2015, par Thomas Boissy dans une version salsa, au sein de son album Une chanson française.
- En 2017, par Mathieu Rosaz dans le spectacle et l'album Ex fan des 80's
- En 2018, par Opium du peuple dans une version punk rock dans leur album 7 Salopards[41]
- En 2019, par Jérémy Frérot dans sa tournée "Matriochka Tour".
- En 2021, par le groupe norvégien Sirenia dans une version metal symphonique, au sein de leur album Riddles, Ruins & Revelations
- En 2024, par Soap&Skin pour la seconde fois, sur son album TORSO, sous le titre Voyage, Voyage (Lifetime Version)[42].
- En 2025, par Barbara Pravi pour la bande originale du film On ira[43].

## Dans les médias
Sauf indication contraire, les informations mentionnées dans cette section peuvent être confirmées par le générique de fin de l'œuvre audiovisuelle présentée ici, ainsi que par la base de données cinématographiques IMDb,  présente dans la section « Liens externes ».
- 2010 : Le Mac - bande originale
- 2015 : Nutri Ventures -  Le Courant des 7 Royaumes - bande sonore
- 2021 : Compartiment n°6 - bande originale
- 2022 : 4 spots publicitaires pour la SNCF[44]